# Begravning i Ornans
Begravning i Ornans (franska: Un enterrement à Ornans), är en oljemålning av Gustave Courbet. Målningen framställer begravningen av Gustave Courbets farfars bror i september 1848 i den lilla staden Ornans, där han själv var född och uppvuxen. Modeller i målningen, som gjordes 1849–50, är folk som var med på begravningen. Den ställdes ut på Parissalongen i december 1850 och gav Gustave Courbet stort anseende. Begravning i Ornans finns numera på Musée d'Orsay i Paris i Frankrike.

## Personerna
De 27 personerna på målningen är alla invånare i Ornans som Gustave Courbet fått att posera för målningen en och en i sin ateljé. De står i tre grupper: funktionärerna, männen och kvinnorna. Männen och kvinnorna är åtskilda som inne i kyrkan. Männen bär svart kostym och många av dem har hög hatt. Kvinnorna har vita hättor och svarta kappor, och många av dem har en svart näsduk i handen och begråter den döde.

- Kyrkoherden (10) är klädd i högtidsstass, han bär begravningskåpa och läser texterna i sin liturgibok. Han är vänd mot revolutionärerna på andra sidan graven.
- Dödgrävaren (13), Antoine Joseph Cassard, son till en skomakare och fattig bonde
- De fyra bärarna med vita bärband i svarta kläder och med stora rundkulliga hattar (1–4)
- De tre väktarna (av kyrkans heliga klenoder) håller sig bakom kyrkoherden och är klädda i vitt (5–7)
- De två barnen i kören (8–9)
- De två sakristanerna (11–12), kyrkoanställda som övervakar att ceremonierna går rätt till
- Gruppen av män består i första ledet av borgare som domaren (14), borgmästaren (15), en gammal polis (17), en rik mjölnare (19) och en advokat (20), tillika Courbets vän. Bakom står två av Courbets barndomsvänner, en rentier (16) och en annan borgare (18).
- De två revolutionärerna (21–22) bär sådana kläder som revolutionärerna hade 1792–93, det vill säga under första republiken
- Gruppen av kvinnor består i förgrunden av kvinnor i familjen Courbet: hans mamma (23), tre av hans systrar (24–26) och en yngre kusin (27)